# Intel Core i5
Intel Core i5 é uma série de processadores da Intel destinada a desktops e notebooks baseados na arquitetura x86-64. Foi introduzida em 2009 com a microarquitetura Nehalem.
Ao contrário dos processadores Intel Core i7, os modelos Core i5 não incluem o recurso Hyper-Threading em algumas gerações. Também apresentam gráficos integrados e utilizam a interface DMI para comunicação com o chipset. A diferença principal com os Core i7 está na quantidade de threads por núcleo, cache e suporte a tecnologias como o Turbo Boost em diferentes níveis.

## Lançamento
O primeiro modelo da série, o Core i5-750, foi lançado em 9 de setembro de 2009 com frequência de 2.66 GHz, quatro núcleos (Quad-Core), cache L3 de 8 MB e suporte a memórias DDR3-1333 no modo dual channel.

## Soquete LGA 1156
Este soquete substituiu o LGA 775 e foi projetado para os processadores intermediários da Intel, como os Core i5 e Core i7 série 8XX. Já o LGA 1366 permaneceu para processadores de alto desempenho.

## Lista de modelos família Core i5 Nehalem
| Modelo                     | Frequência | Núcleo    | Cache | Litografia | Multiplicador | TDP  | Tensão       | Soquete  | Memória                      |
| -------------------------- | ---------- | --------- | ----- | ---------- | ------------- | ---- | ------------ | -------- | ---------------------------- |
| i5-760 (Quad Core)         | 2.80 GHz   | Lynnfield | 8 MB  | 45 nm      | 9X a 21X      | 95 W | 0.65 a 1.4 V | LGA 1156 | 2 × DDR3-1333 (Dual Channel) |
| i5-750 (Quad Core)         | 2.66 GHz   | Lynnfield | 8 MB  | 45 nm      | 20X           | 95 W | 0.65 a 1.4 V | LGA 1156 | 2 × DDR3-1333 (Dual Channel) |
| i5-520M (Dual Core, móvel) | 2.93 GHz   | Arrandale | 3 MB  | 32 nm      | —             | 35 W | —            | µPGA-989 | 2 × DDR3-1333 (Dual Channel) |
| i5-540M (Dual Core, móvel) | 2.80 GHz   | Arrandale | 3 MB  | 32 nm      | —             | 35 W | —            | µPGA-989 | 2 × DDR3-1333 (Dual Channel) |
| i5-650 (Dual Core)         | 3.20 GHz   | Clarkdale | 4 MB  | 32 nm      | 24X           | 73 W | —            | LGA 1156 | 2 × DDR3-1333 (Dual Channel) |
| i5-660 (Dual Core)         | 3.33 GHz   | Clarkdale | 4 MB  | 32 nm      | 25X           | 73 W | —            | LGA 1156 | 2 × DDR3-1333 (Dual Channel) |
| i5-661 (Dual Core)         | 3.33 GHz   | Clarkdale | 4 MB  | 32 nm      | 25X           | 87 W | —            | LGA 1156 | 2 × DDR3-1333 (Dual Channel) |
| i5-670 (Dual Core)         | 3.467 GHz  | Clarkdale | 4 MB  | 32 nm      | 26X           | 73 W | —            | LGA 1156 | 2 × DDR3-1333 (Dual Channel) |

- Processadores móveis são voltados a notebooks e dispositivos portáteis.

## Núcleos

### Lynnfield
Lançado com o i5-750, é o primeiro núcleo da série Core i5. Introduziu a comunicação direta entre CPU e GPU. Suporta memórias DDR3 em dual channel, mas não possui Hyper-Threading. Foi fabricado em 45 nm.

### Arrandale
Núcleo de 32 nm destinado a notebooks, inclui gráficos integrados e cache L3 de 3 MB. Foca em economia de energia. Compartilha muitas características com Clarkdale, mas voltado ao mercado móvel.

### Clarkdale
Destinado a desktops, oferece cache L3 de 4 MB e suporte a Hyper-Threading. É fabricado em 32 nm e está presente nos modelos i5-6xx. Possui GPU integrada no mesmo pacote, embora não no mesmo die do processador.